# Федьковичи
Федьковичи (бел. Федзькавічы) — деревня в Ракитницком сельсовете Жабинковского района Брестской области Республики Беларусь. В 26 км от Бреста . Расположена на пересечении трассы Брест-Минск-Москва М1 (Е30) и трассы Р7 (Федьковичи-Каменец). В Федьковичах находится пункт взимания дорожных сборов «Федьковичи».  Население — 197 человек (2019).

## Известные уроженцы
- Трофимук, Андрей Алексеевич — российский ученый в области геологии и разведки нефтяных и газовых месторождений, доктор геолого-минералогических наук, академик АН СССР и академик РАН.
- Годулько Василий Владимирович (17 мая 1946 — 15 июня 1993) — поэт.